# 比基
比基（Bhikhi），是印度旁遮普邦Mansa县的一个城镇。总人口15078（2001年）。

## 人口
该地2001年总人口15078人，其中男性7983人，女性7095人；0—6岁人口2170人，其中男1244人，女926人；识字率53.15%，其中男性为57.45%，女性为48.32%。